# Вулластон (озеро)
Ву́лластон (англ. Wollaston Lake) — озеро на северо-востоке провинции Саскачеван в Канаде.

## Описание
Одно из больших озёр Канады — площадь водной поверхности 2286 км², общая площадь — 2681 км², третье по величине озеро в провинции Саскачеван. Длина озера составляет 112 км, максимальная ширина — 40 км. Высота над уровнем моря 398 метров. Ледостав с ноября по июнь.
Озеро Вулластон было открыто Питером Фидлером примерно в 1800 году и позднее использовалось торговцами мехом как транспортный коридор через водораздел между двумя речными системами. Названо в честь английского химика Уильяма Хайда Волластона полярным исследователем Джоном Франклином в 1821 году.
Единственный посёлок на берегу озера также называется Вулластон-Лейк (около 800 жителей) и находится на восточном берегу озера. Небольшой аэропорт Волластон Лейк. Вдоль западного берега озера проходит всепогодное шоссе 905, для удобства транспортного сообщения в зимнее время берега озера соединяются зимником.
Основное питание от реки Гики, впадающей в озеро с юго-запада.
Озеро Вулластон уникально тем, что это наибольшее озеро в мире, расположенное на водоразделе и имеющее естественный сток в два разных бассейна — реки Маккензи и реки Черчилл. Сток из озера на северо-запад через реку Фон-дю-Лак, озера Хатчет, Блэк-Лейк, Атабаска, реки Невольничью и Маккензи в Северный Ледовитый океан. Сток из северо-восточного угла озера через реку Кокран в Оленье озеро, затем через систему реки Черчилл в Гудзонов залив.
На озере развито спортивное и любительское рыболовство. Специализация — судак, северная щука, озёрная форель, арктический хариус.